# انتفاضة وجدة
في 5 ذي الحجة 1372 (الموافق لـ16 غشت 1953)، انتفضتْ ساكنةُ وجدةَ في وجه الاحتلال الفرنسي. وقد تلت هذه الانتفاضةَ في اليوم الموالي انتفاضةٌ أخرى في تافوغلت.